# Jan Piaseczyński
Jan Piaseczyński na Żorniszczach herbu Lis (ur. po 1638, zm. w 1683 roku) – kasztelan chełmski w latach 1661–1683, podkomorzy nowogrodzkosiewierski w 1642 roku,  starosta ułanowski, rotmistrz królewski w 1653 roku.
Był wnukiem Ławryna Piaseczyńskiego (zm. ok. 1606) – podkomorzego bracławskiego i sekretarza królewskiego). Jego ojcem był Aleksander Piaseczyński, (zm. przed 1646) – kasztelan kijowski i kamieniecki, a matką Elżbieta Konstancja Ostroróg, macochą Halszka Rohozińska. Jego bratem był  Kazimierz  Piaseczyński, (zm. 1659) - rotmistrz królewski, starosta i Stefan Konstanty Piaseczyński, (przed 1633-1691) – rotmistrz, poseł, wojewoda smoleński.  
Poseł na sejmy 1642, 1645, 1653 i 1654 roku z województwa bracławskiego, poseł na sejmy 1658 i 1661 roku z województwa wołyńskiego, poseł na sejm 1659 z województwa czernihowskiego, uczestnik Komisji Ostrogskiej 1670 roku.
W 1648 roku był elektorem Jana II Kazimierza Wazy z województwa czernihowskiego i powiatu nowogrodzkosiewierskiego.
Członek konfederacji tyszowieckiej 1655 roku. Był elektorem Michała Korybuta Wiśniowieckiego w 1669 roku z ziemi chełmskiej.
Żoną jego została Petronela Staniszewska. Jednak nie mieli dzieci.
Był katolikiem.